# Вулиця Тараса Шевченка (Бучач)
Вулиця Тараса Шевченка — вулиця в південно-східній частині міста Бучача (Тернопільська область, Україна). Починається від вулиці Адама Міцкевича і закінчується на південно-західному схилі гори Федір.

## Архітектура
На вулиці є пам'ятки місцевого значення
- архітектури — житловий будинок № 9 (нині Бучацька музична школа), охоронний номер 38.
- монументального мистецтва — погруддя Тараса Шевченка (перенесений із залізничної станції), охоронний номер 999.

## Установи
- Гідрометеостанція
- Стоматологічна поліклініка
- Бучацька дитяча музична школа
- ГЕС «Топольки»
- Бучацька автомобільна школа

## Історія

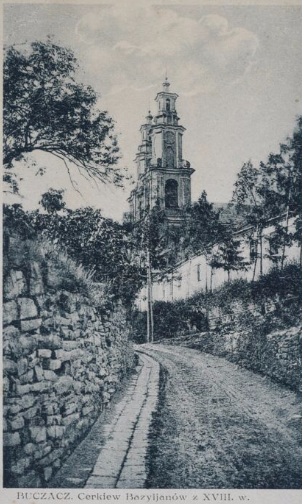
Вулиця в 1930 році

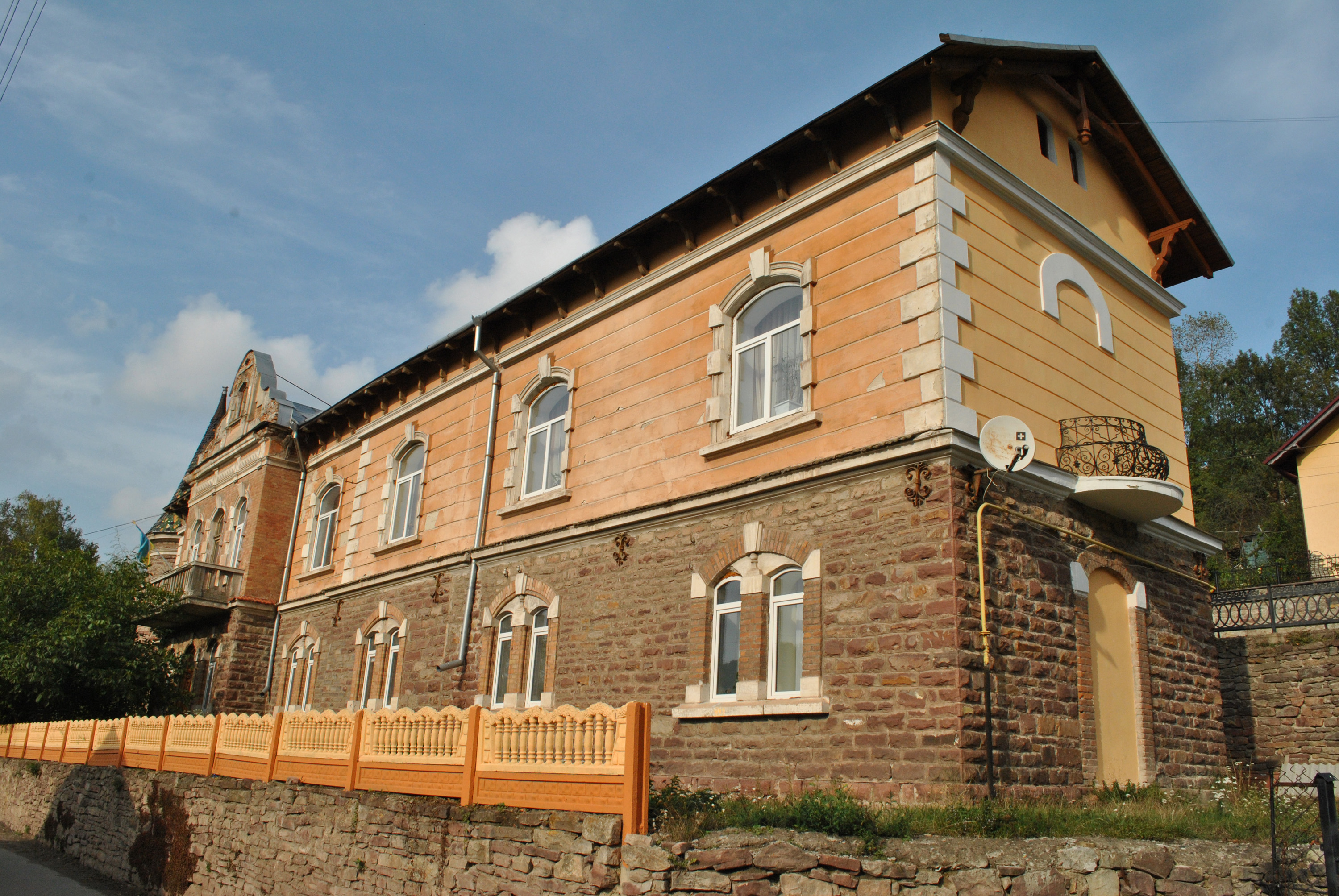
Бучацька музична школа

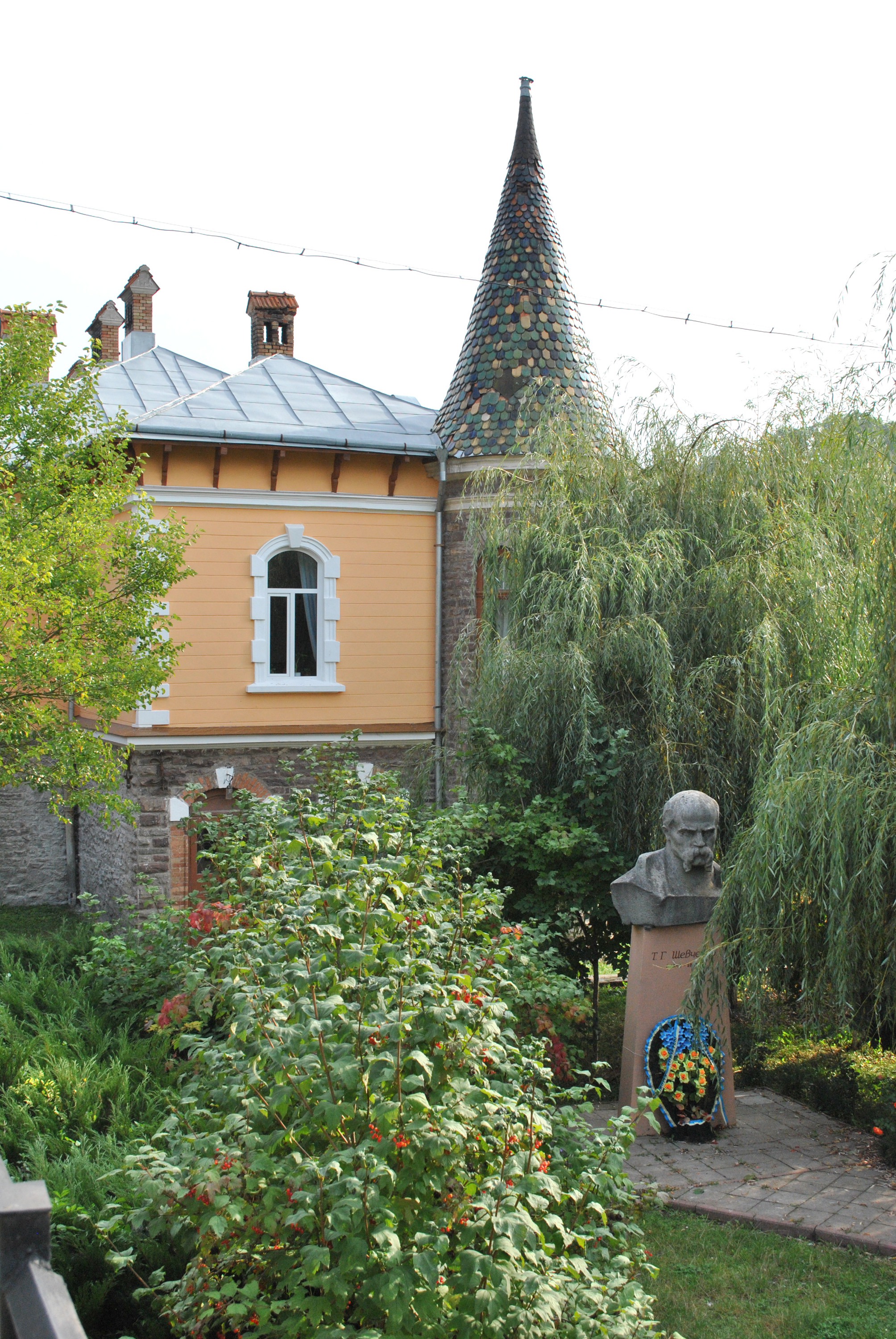
Погруддя Тарасові Шевченку

## Відпочинок
- Басейн

## Транспорт
Найближчі зупинки громадського транспорту на вул. Галицькій (центр).